# Bannalpsee
Der Bannalpsee ist ein Stausee im Schweizer Kanton Nidwalden.

## Geschichte

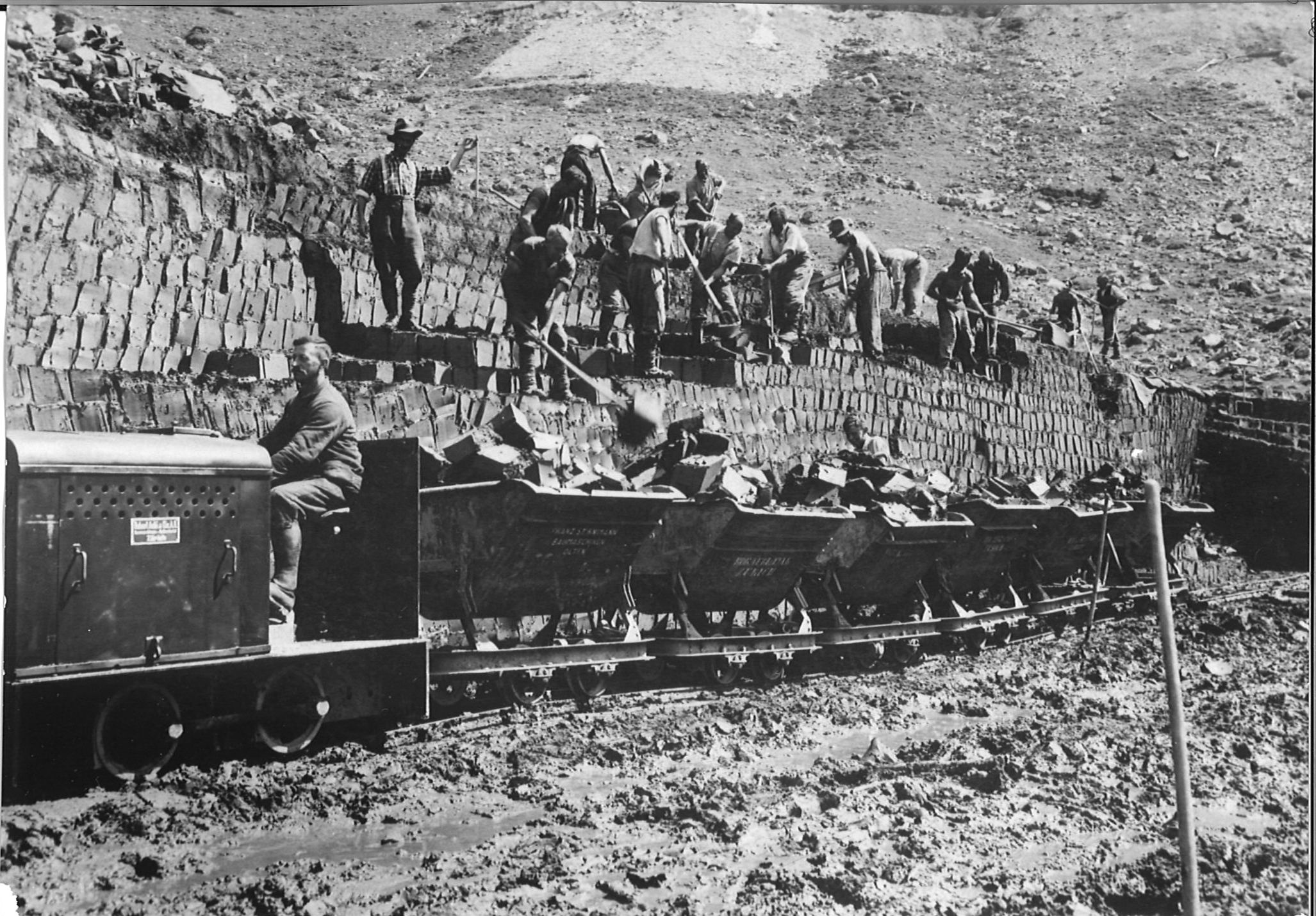
Bau des Staudamms

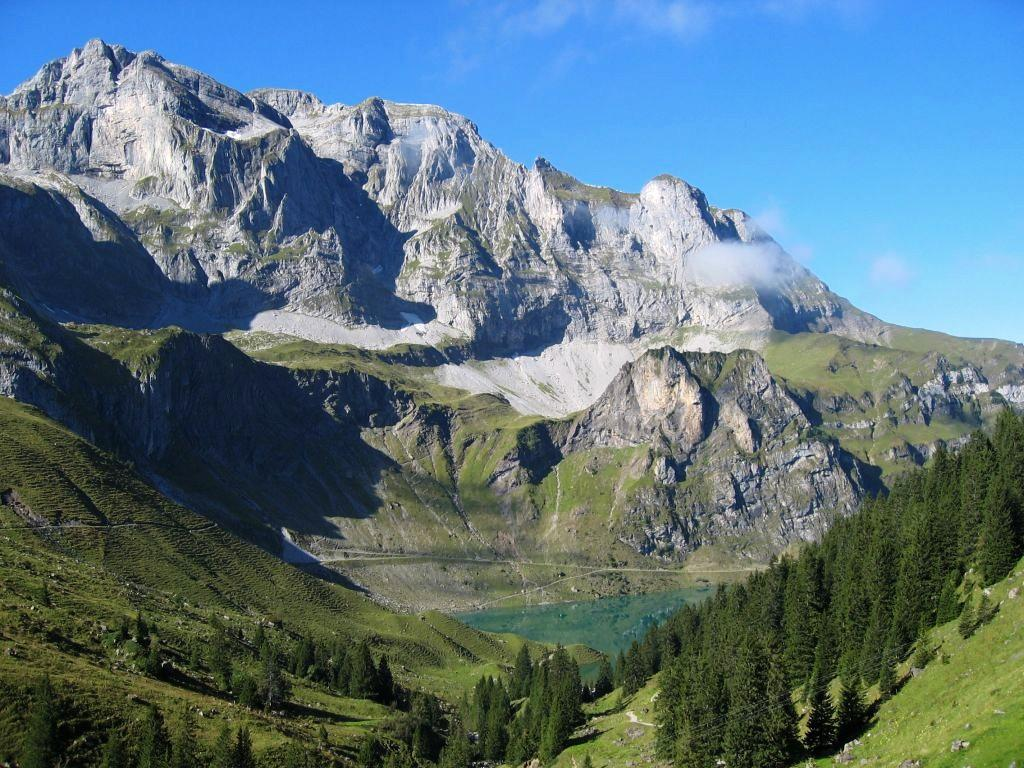
Bannalpsee, Blick Richtung Süden

Der Stausee wurde von 1935 bis 1937 beim Bau des Kraftwerkes Oberrickenbach angelegt. Er befindet sich auf der zur Gemeinde Wolfenschiessen gehörenden Bannalp und hat einen nutzbaren Inhalt von 1,3 Millionen Kubikmeter Wasser. Der See wird durch einen Erdschüttdamm aufgestaut. Die Entscheidung für den Bau fiel mit deutlicher Mehrheit und gegen den Willen von Politik und Wirtschaft, an der Nidwaldner Landsgemeinde am 29. April 1934, und führte danach zur fast vollständigen Abwahl der Kantonsregierung.
Die Bannalp ist durch eine Luftseilbahn von Oberrickenbach her erschlossen und eignet sich als Ausgangspunkt für eine Wanderung auf den Chaiserstuel.

## Staudamm
Der Staudamm des Bannalpsees hat eine Länge von 181,5 Meter und eine Höhe von 30,3 Meter mit einer Kronenbreite von sechs Metern. Die Dammkrone liegt auf 1588 m ü. M., der Dammüberlauf auf 1585 m ü. M. Die Sohlenhöhe beträgt 1568 m ü. M. Als Dichtungskern dient gestampfter Lehm, dessen Dicke zwischen 2,1 und 5,5 Metern beträgt. Dieser Kern wird beidseitig durch einen Stützkörper gehalten. Die Wasserseite ist zum Schutz gegen Wellenschlag und Eisgang mit Steinen gepflästert und hat eine Neigung von 1:2,25. Die Luftseite trägt zuoberst eine Schicht Humus und hat eine Neigung von 1:2. Betreiber des Kraftwerks Bannalp ist das Kantonale Elektrizitätswerk Nidwalden, kurz EWN.
Die Seehöhe wird auf den heutigen Karten mit 1587 m ü. M. angegeben. Die Differenz zwischen Kartenangaben und den Höhenangaben auf den Bauplänen ist mit einer Neuvermessung zu erklären.